# Thamnophis pulchrilatus
La culebra de agua de garganta amarilla (Thamnophis pulchrilatus), también conocida como culebra listonada mexicana de tierras altas, es una especie de colúbrido endémico de México. Fue descrita por primera vez en 1885 por Edward Drinker Cope bajo el nombre de Eutaenia pulchrilatus.

## Distribución y hábitat
Su distribución es irregular, encontrándose en poblaciones disyuntas en los estados de  Durango, Zacatecas, Nayarit, Nuevo León, Tamaulipas, Aguascalientes, Jalisco, Guanajuato, Querétaro, Hidalgo, Estado de México, Distrito Federal, Tlaxcala, Puebla, Veracruz, Michoacán, Morelos, San Luis Potosí y Oaxaca. Suele encontrarse en bosques de oyamel, pino, pinar-encinar y roble, a altitudes que oscilan entre los 1372 y 2804 m s. n. m.

## Descripción
La serpiente tiene un cuerpo marrón con manchas negras. Una banda dorsal y dos bandas laterales en colores claros recorren desde el cuello hasta la cola. Tiene una mancha negra en la nuca, la cual es mellada por la banda dorsal. La superficie ventral suele estar uniforme en tonos verdosos, excepto en la parte de la cola, la cual suele tener tonos amarillentos. La longitud de un adulto puede llegar a alcanzar los 77 cm.

## Comportamiento y alimentación
A la actualidad se desconoce la dieta específica de T. pulchrilatus, pero se cree que es similar al de otras especies de culebras listonadas que viven en montañas, las cuales se alimentan de lombrices, sanguijuelas, peces, cangrejos, acociles y renacuajos, los cuales paraliza con una saliva tóxica secretada mediante una glándula de Duvernoy.
Usualmente se encuentra cerca de cuerpos de agua, aunque se han observado ejemplares que mostraron comportamiento arborícola, lo que sugiere que esta serpiente también se puede alimentar de ranas adultas y lagartijas.

## Reproducción
T. pulchrilatus es una especie ovovivípara que usualmente tiene su alumbramiento en verano. Tienen alrededor de 7 crías, las cuales al nacer tienen una longitud promedio de 15 cm y un peso promedio de 2,3 gramos.